# Slaget vid Tanga
Slaget vid Tanga, ibland även kallat Bi-slaget, var ett misslyckat försök från brittisk sida under general Arthur Aitken att erövra Tyska Östafrika (i dagens Tanzania) under första världskriget. Slaget var en del av Brittiska imperiets försök att tvinga ut tyskarna ur Östafrika och skedde i samverkan med en annan brittisk styrka i Slaget vid Kilimanjaro. Det var den första stora händelsen under fälttåget i Östafrika under första världskriget och där britterna besegrades av en väsentligt mindre tysk styrka under Paul von Lettow-Vorbeck. 

## Förspel

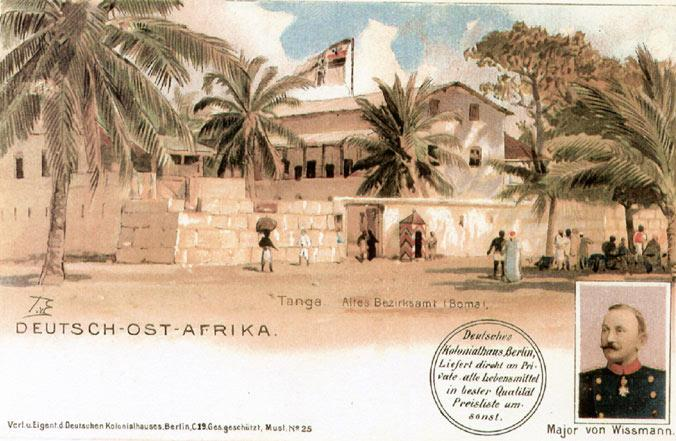
Tanga år 1914

Tanga, som endast ligger 80 kilometer från gränsen till Brittiska Östafrika (i dagens Kenya), var en livlig handelsplats där folk från hela Östafrika samlades. Tanga bombarderades ganska omgående av Royal Navy efter första världskriget utbrott den 28 juli 1914. Tidigare hade britterna och tyskarna undertecknat ett avtal som bland annat innebar neutralitet för Tanga och Dar es Salaam, men britterna uttalade att "det är bara rättvist att vi varnar tyskarna att avtalet inte gäller längre".
Britterna valde att påbörja erövringen av Tyska Östafrika med ett angrepp mot Tanga från havet. Anfallet blev ett fiasko. Den 2 november 1914 anlände den brittiska kryssaren HMS Fox. Skeppets befälhavare, kapten Francis W. Caulfeild, landsteg och gav Tanga en timme att ge upp och hala den tyska flaggan. Före landstigningen begärde han att få veta om hamnen var minerad. Det var den inte, men i vilket fall antog han att så var fallet. Efter tre timmar var den tyska flaggan fortfarande hissad och britterna började landstiga med anfallsstyrka B innehållande fjorton trupptransporter. Detta gav tid till både de tyska skyddstrupperna och stadens invånare att förbereda en attack. Den tyske befälhavaren Paul von Lettow-Vorbeck skyndade till undsättning. Han förstärkte försvaret, som från början bestod av ett enda kompani, med trupper med tåg ifrån Neu Moshi, sex kompanier på cirka 1.000 man.

## Slaget

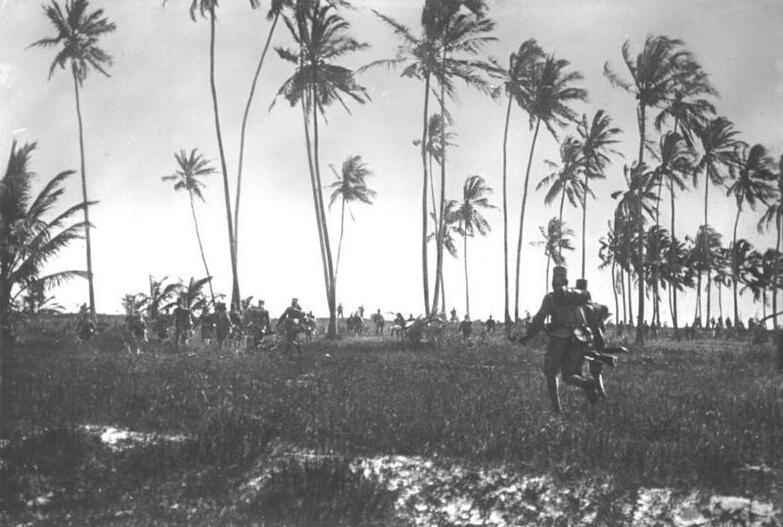
Tyska Askari-trupper 1914, troligen Tanga

Kapten Caulfeild beordrade minröjning av stranden 2 november och den fortsatte till nästföljande dag. Under minröjningen påbörjade den brittiska befälhavaren Aitken den planerade landstigningen och delade in styrkan i två mindre enheter. Under kvällen 3 november var hela invasionsstyrkan med undantag av 27th Mountain Battery iland. Vid middagstid 4 november beordrade Aitken sina trupper att röra sig mot staden. Väl gömda fiendesoldater fördröjde dock de brittiska truppernas avancering. Striden förvandlades till gerillakrig och bittra gatustrider i hamnen. En brittisk styrka innehållande gurkhasoldater och 2nd Loyal North Lancashire Regiment gjorde goda framsteg och gick in i staden och erövrade ett antal hus, däribland Hotel Deutscher Kaiser och hissade upp den brittiska flaggan. Men därefter slutade framstegen. Den mindre välutrustade Imperial Service Brigade delades upp och flydde. 98th Infantry attackerades av en svärm aggressiva bin och flydde. Bina anföll även tyskarna, och därav slagets smeknamn. Brittisk propaganda sade att bina var en djävulsk tysk komplott. 13th Rajputs misslyckade med att spela en signifikant roll i slaget då deras moral hade sjunkit då de bevittnat 63rd Palamcottah Light Infantrys reträtt.

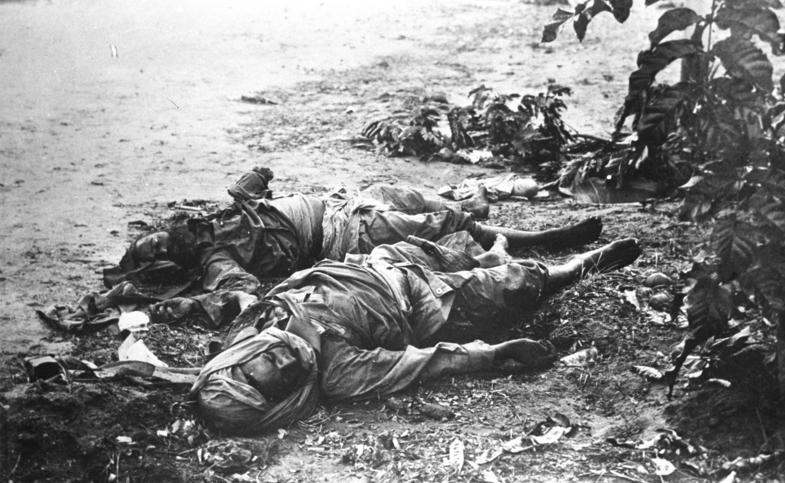
Döda indiska soldater i den brittiska styrkan på stranden i Tanga.

De frivilliga koloniala sjunde och åttonde Schützenkompanies anlände med tåg och förstärkte genast de pressade askari-linjerna. Det normalt beridna åttonde Schützenkompanie hade lämnat sina hästar i Moshi. Under sena eftermiddagen 4 november beordrade Lettow-Vorbeck att hans sista reserver, 13:e och fjärde Askari Feldkompanie som nyligen anlänt med tåg skulle omringa den brittiska flanken, och anfalla med bajonett samtidigt som man ropade ut olika stridsrop. Åtminstone tre bataljoner av den kejserliga service Brigaden skulle ha utplånats till sista man om de inte flytt. Detta urartade till totalt kaos bland de brittiska trupperna.
Fortfarande var de brittiska trupperna åtta gånger fler, vilket gjorde de tyska officerarna försiktiga. Genom ett antal missuppfattningar bland de brittiska officerarna missade man det ypperliga tillfället att ta över staden, som tyskarna dragit sig ur ifrån. Lettow-Vorbeck såg detta och omplacerade sina trupper till Tanga och som inte var framme förrän tidig morgon dagen därpå. Då trupperna återkommit till Tanga genomförde tyskarna en motoffensiv som tryckte tillbaka britterna mot stranden. Under nästan hela natten (5 november), hade Aitken tillfället i akt att erövra Tanga. Det var bland det mest ironiska under hela slaget.” Britterna försökte dagen därpå att återerövra sina förlorade ställningar men jagades tillbaka till stranden och tvingades fly i små båtar.

## Efter slaget
Ilsken och frustrerad, beordrade Aitken reträtt. I sitt tillbakadragande, som fortsatte en lång bit in på natten, lämnade de brittiska trupperna kvar i princip all utrustning. Lettow-Vorbeck kunde nu upprusta sina illa utrustade trupper med moderna gevär, som han nu hade 600 000 patroner till. Han hade också 16 nya maskingevär, värdefulla fälttelefoner och tillräckligt med kläder åt de tyska trupperna för ett helt år. På morgonen den 5 november anlände officer Richard Meinertzhagen från den brittiska anfallsstyrka B under vit fana medbringande medicinsk utrustning och ett brev från general Aitken, där han bad om ursäkt för beskjutningen av sjukhuset. Gatorna i Tanga var fulla av döda och skadade. Tyska doktorer och deras afrikanska medhjälpare arbetade outtröttligt med att ta hand om de skadade, samtidigt som de "på ett berömvärt sätt bortsåg från patienternas uniformer".
Det framgångsrika försvaret av Tanga var det första av Lettow-Vorbecks alla prestationer under hans kampanj i Östafrika. För de brittiska trupperna var det dock inget annat än en katastrof och slaget räknas som ett av de mest anmärkningsvärda nederlagen i brittisk militärhistoria. Antalet olycksoffer på den brittiska sidan var 800 döda och 500 skadade samtidigt som tyskarna hade 69 döda och 81 skadade.
Paul von Lettow-Vorbeck uppskattade till en början antalet dödsoffer på den brittiska sidan till 800 man, men ändrade sig senare till 2 000. Tyskarna släppte sedan de brittiska officerarna som skadats och tillfångatagits, under villkor att de inte skulle strida mer under kriget.

## I populärkultur
I boken Brobyggarna (2011), skriven av Jan Guillou nämns slaget och en av huvudkaraktärerna Oscars delaktighet i slaget.